# Atuna penangiana
Espèce
Classification APG III (2009)
Statut de conservation UICN

 VU B1+2c : Vulnérable
Atuna penangiana est une espèce de plantes à fleurs la famille des Chrysobalanaceae. C'est un arbre originaire de la Péninsule Malaise.

## Synonymes
Cyclandrophora penangiana Kosterm. & Prance.

## Description
Arbre atteignant 20 mètres de haut.

## Répartition
Arbre endémique de la Péninsule Malaise, localisé dans les forêts primaires de basse altitude (surtout les collines), sur des sols bien drainés jusqu'à 600 mètres d'altitude. Sa conservation est liée au risque de déforestation.